# Pamendanga obliterata
Pamendanga obliterata är en insektsart som beskrevs av Van Stalle 1983. Pamendanga obliterata ingår i släktet Pamendanga och familjen Derbidae. Inga underarter finns listade i Catalogue of Life.